# Monroe Township (comté de Daviess, Missouri)
Pour les articles homonymes, voir Monroe Township.
Monroe Township est un township du comté de Daviess dans le Missouri, aux États-Unis,.
Il est baptisé en référence à James Monroe, 5e président des États-Unis.

## Source de la traduction
- (en) Cet article est partiellement ou en totalité issu de l’article de Wikipédia en anglais intitulé « Monroe Township, Daviess County, Missouri » (voir la liste des auteurs).